# Tipula hovsgolensis
Tipula hovsgolensis är en tvåvingeart som beskrevs av Gelhaus, Podenas och Irwin Murray Brodo 2000. Tipula hovsgolensis ingår i släktet Tipula och familjen storharkrankar.
Artens utbredningsområde är Mongoliet. Inga underarter finns listade i Catalogue of Life.